# 王滔夫
王滔夫，中華民國（台灣）政治人物，曾任第十一屆台南市議員，後代表中國國民黨在台灣省第二十一選區（台南市）當選為第一屆第六次增額立法委員。